# Euryattus junxiae
Euryattus junxiae är en spindelart som beskrevs av Prószynski, Deeleman-Reinhold 20. Euryattus junxiae ingår i släktet Euryattus och familjen hoppspindlar. Inga underarter finns listade i Catalogue of Life.